# Tipón

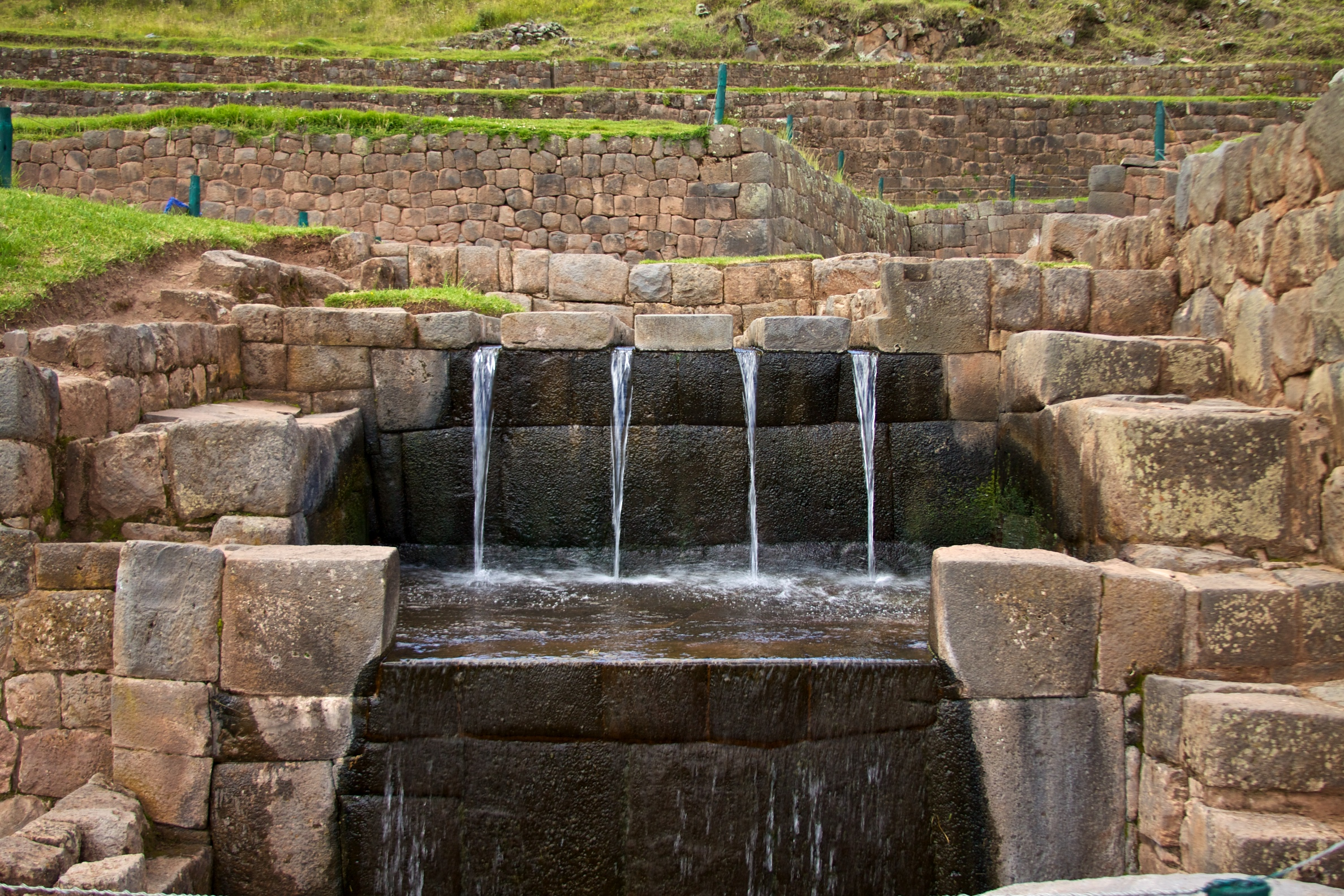
Das Ende der Quellen-Kaskade

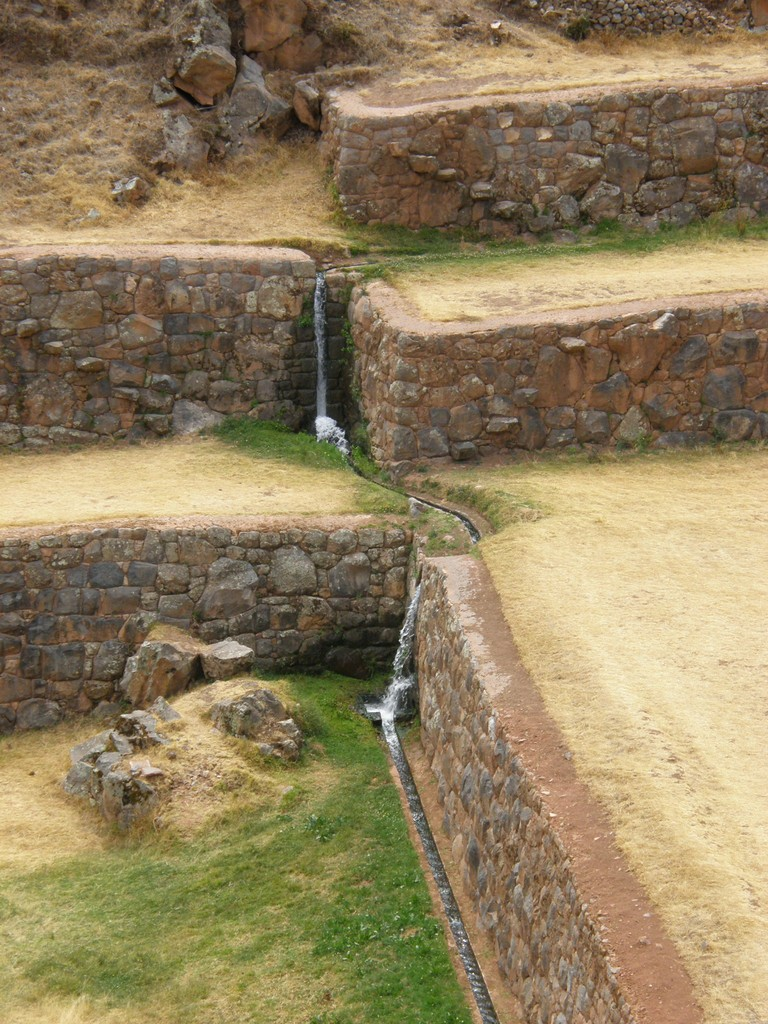
Wasser in den Kanälen

Tipón ist eine Ruinenlandschaft bei Oropesa, einige Kilometer östlich von Cusco, Peru. Die Ruinen auf rund 3450 Metern Höhe bestehen aus Gärten und Tempeln und stammen aus der Zeit der Inka. Die exzellent erhaltenen, breiten Terrassen sind aus rotem Gestein gemauert. Es handelt sich um exakt zwölf Terrassen, welche die zwölf Monate des Jahres symbolisieren. Neben den Terrassen sind einige Ruinen ausgegraben worden, aber noch sehr viele sind im Boden und nur zu erahnen. Besonders auffallend sind die zahlreichen Bewässerungsterrassen und die sie verbindenden dekorativen Wasserfälle. Als besonderer Ort gilt eine der Quelle, die das System speisen konnte, wo das Wasser in verschiedene Kanäle aufgeteilt und wieder zusammengeführt wurde. Das ganze System gilt als ingenieurtechnische Meisterleistung der Inkas.
Als Besonderheit sind die Terrassen im Übrigen gradlinig gebaut und folgen nicht dem Gelände. Es wird darum vermutet, dass die Produktion des Ortes für besondere Zeremonien verwendet worden waren.
Nördlich der Terrassen liegt eine Anlage auf einem Hügel, welche über eine eigene Wasserleitung verfügt, die das Wasser aus zirka 1,2 Kilometern Entfernung heranführte. Die Leitung ist in Betrieb, wenn auch nicht mehr in der ganzen Länge (das heißt nicht mehr aus der originalen Quelle).
Touristisch vollkommen unbeachtet blieb bis anhin die vermutlich „Pucara de Tipon“ genannte zweite Stätte, die nochmals fast so groß ist wie die Anlage von Tipon und nördlich der erwähnten Wasserleitung liegt, also knapp 1,5 km nördlich von Tipon. Die Wasserleitung sowie die nördliche Anlage mit rund 24 Terrassenstufen sind auf Google Maps (Satellit) gut zu erkennen (einfach hier im Titel des Artikels auf die Koordinaten klicken und Maps und Satellit auswählen). Auf diesem Luftbild ist auch zu sehen, dass das komplette Gebiet zwischen beiden Anlagen terrassiert ist.
Tipón wurde 2006 von der American Society of Civil Engineers in die List of International Historic Civil Engineering Landmarks aufgenommen.
Der touristische Aufschwung steht der Anlage noch bevor, da erst im Jahr 2012 eine asphaltierte Straße erstellt wurde. Als Alternative kann immer noch der Camino Inca als originaler Zugang begangen werden, er biegt gut beschildert in einer Kehre der Asphaltstraße auf unter 3300 Meter ab und führt in breiten Treppen zur Anlage hoch.

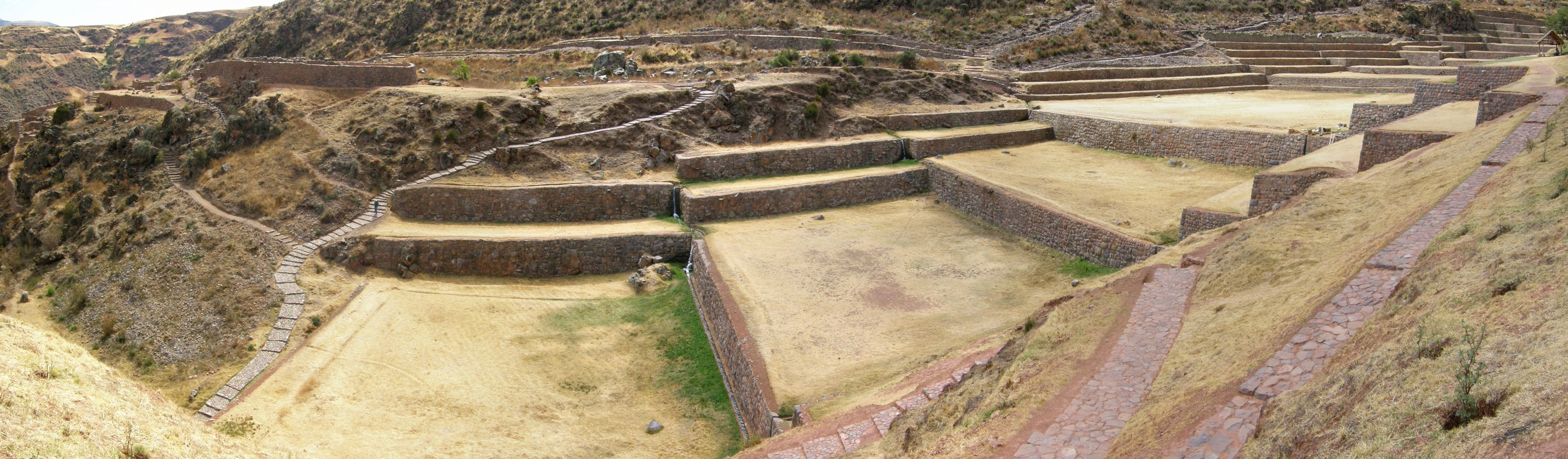
Überblick über Terrassen